# Bộ lọc HEPA

Lọc HEPA với mô tả chức năng, gồm ba cơ chế bắt bụi.

Bộ lọc HEPA (tiếng Anh: High efficiency particulate air filter) là các bộ lọc khí đạt tiêu chuẩn HEPA, một tiêu chuẩn về tỷ lệ hiệu quả trong việc lọc khí. Các bộ lọc HEPA lọc được 99,95% theo chuẩn Châu Âu , hoặc 99,97% theo tiêu chuẩn Hoa Kỳ , các hạt có kích thước lớn hơn hoặc bằng 0,3 micromét (µm). Và có thể lọc được các hạt cỡ 0.01 µm
HEPA được thương mại hóa vào những năm 1950, và trở thành thuật ngữ cho các bộ lọc khí hiệu quả cao. Các bộ lọc HEPA được dùng để làm sạch khí ở các khu vực sản xuất ổ đĩa, sản xuất thiết bị y tế, sản xuất linh kiện bán dẫn, sản xuất thiết bị hạt nhân, sản xuất dược phẩm và thực phẩm, cũng như được sử dụng ở bệnh viện, trong gia đình và trong phương tiện giao thông. HEPA hữu ích trong việc lọc phấn hoa, bào tử nấm, lông thú và khói - những loại hạt có khả năng gây hen suyễn và dị ứng hô hấp cho con người - và cũng như hữu ích trong việc lọc bụi mịn PM2.5. Theo WebMD, các nhà nghiên cứu từ Đại học Công nghệ Queensland (Brisbane, Úc), bộ lọc HEPA được cho là loại bỏ 99,9% phấn hoa, lông động vật và thậm chí cả vi khuẩn từ không khí. Các máy hút bụi không trang bị bộ lọc HEPA sẽ thải những hạt nhỏ như vậy trở lại vào không khí trong nhà.

## Nguyên lý hoạt động

Bốn cơ chế lọc bụi: khuếch tán, chặn, va chạm, và hút tĩnh điện

Về cơ bản, một bộ lọc HEPA là một chiếc lưới của các sợi sắp xếp ngẫu nhiên. Các sợi, thường bao gồm các sợi thủy tinh hoặc sợi vải không dệt, có đường kính từ 0,5 đến 2,0 micromét. Các yếu tố quan trọng ảnh hưởng đến khả năng lọc là độ dày sợi, và tốc độ mặt. Khe hở giữa các sợi HEPA thường lớn hơn 0,3 μm. Khác với công nghệ lọc màng mỏng - ở đó các hạt có kích thước lớn hơn khe hở ở tấm lọc bị chặn, ở kích cỡ khe hở này của các sợi HEPA, tấm lọc HEPA có thể chặn các hạt có kích thước nhỏ hơn. Các hạt này bị bẫy và dính vào các sợi lọc, bằng việc kết hợp 3 cơ chế sau:

#### Khuếch tán
Do va chạm giữa các hạt bụi kích thước nhỏ, nhỏ hơn 0,1 µm, với các phân tử không khí, đường đi của các hạt bụi trở nên dích dắc, tương tự chuyển động Brown, làm tăng xác suất chúng bị dính vào các sợi lọc bằng cơ chế chặn và va đập nêu bên dưới. Cơ chế này hiệu quả khi tốc độ chảy của dòng khí là thấp.

#### Chặn
Hạt đi theo chuyển động của dòng khí, đâm vào sợi hoặc nơi giao nhau của các sợi, bị các sợi chặn lại và bị dính vào sợi.

#### Va chạm
Các hạt lớn, có quán tính lớn, không đi vòng được như dòng khí để qua khe hở của các sợi lọc, và do đó đâm vào các sợi và bị dính ở đó. Hiệu ứng này tăng lên khi khe hở giữa các sợi nhỏ đi và tốc độ dòng chảy khí tăng lên.
Khuếch tán có hiệu quả với hạt có đường kính nhỏ hơn 0,1 μm, còn hai cơ chế còn lại có hiệu quả với hạt có đường kính lớn hơn 0,4 μm. Kích thước mà có số lượng hạt lọt qua nhiều nhất (viết tắt là MPPS theo tiếng Anh) là 0,21 μm, ở đó tất cả các cơ chế đều kém hiệu quả. Bởi vì đây là kích thước hạt mà HEPA kém hiệu quả nhất, năng lực bắt giữ các hạt có kích thước gần cỡ này (0,3 μm) được dùng để phân loại các tấm lọc HEPA. Tuy nhiên những hạt có kích thước nhỏ hơn MPPS cũng có thể không được lọc hiệu quả hơn MPPS, do các hạt này có thể trở thành tâm để ngưng tụ và hình thành những hạt lớn dần, tiệm cận đến kích thước MPPS.

### Lọc khí
Tấm lọc HEPA được thiết kế để lọc các hạt bụi kích thước rất nhỏ, nhưng chúng không lọc được các phân tử khí và mùi hôi. Việc lọc khí có thể dùng các bon hoạt tính hoặc các loại lọc khác thay vì HEPA. Tấm lọc vải các bon được cho là hiệu quả hơn các bon hoạt tính dạng hạt trong việc hấp thụ các khí ô nhiễm, được biết theo tên viết tắt HEGA ("High Efficiency Gas Adsorption") vốn được quân đội Anh phát triển để chống vũ khí hóa học.

### Tiền xử lý cho HEPA
Tấm lọc HEPA có thể được sử dụng kết hợp với các loại lọc tiền xử lý (như các bon hoạt tính) để tăng tuổi thọ - các tấm tiền xử lý thường rẻ hơn tấm lọc HEPA. Việc lọc tiền xử lý, ở tầng lọc thứ nhất, được dùng để loại bỏ các hạt bụi lớn (như PM10), tóc, phấn hoa,.... sau đó tầng lọc thứ hai có thể dùng tấm lọc HEPA, để lọc tiếp các hạt nhỏ hơn thoát ra được từ tầng lọc thứ nhất.

## Thông số
Các tấm lọc HEPA, theo định nghĩa bởi bộ tiêu chuẩn của Bộ Năng lượng Hoa Kỳ (DOE) vốn được chấp nhận bởi nhiều đơn vị công nghiệp, là loại có khả năng lọc được 99,97% hạt trong khí có kích thước nhỏ hơn hoặc bằng 0,3 micromét (µm). Mức kháng cự dòng khí tối thiểu, còn gọi là mức giảm áp, thường được quy định ở áp suất 300 pascal (0,044 psi), tại lưu lượng dòng chảy đề xuất của bộ lọc.
Tiêu chuẩn Cộng đồng chung Châu Âu EN 1822-1:2009, định nghĩa một vài loại HEPA theo khả năng lọc ở kích thước hạt kém hiệu quả nhất (MPPS):
| Loại HEPA | Tỷ lệ lọc tổng | Tỷ lệ lọc tại MPPS |
| --------- | -------------- | ------------------ |
| E10       | > 85%          | -                  |
| E11       | > 95%          | -                  |
| E12       | > 99,5%        | -                  |
| H13       | > 99,95%       | > 99,75%           |
| H14       | > 99,995%      | > 99,975%          |
| U15       | > 99,9995%     | > 99,9975%         |
| U16       | > 99,99995%    | > 99,99975%        |
| U17       | > 99,999995%   | > 99,9999%         |

## Lịch sử
Công nghệ HEPA được phát triển bởi Ủy ban năng lượng nguyên tử Mỹ (DoE) trong suốt những năm 1940 với mục đích tạo ra một phương pháp lọc hiệu quả các hạt phóng xạ gây ô nhiễm. Sản phẩm sử dụng công nghệ này được bán ra thị trường từ năm 1953.